# Дерюжинский, Глеб Владимирович
Глеб Владимирович Дерюжинский (1 [13] августа 1888, Отрадное, Смоленская губерния — 9 марта 1975, Нью-Йорк, Нью-Йорк) — американский скульптор. Сын правоведа Владимира Дерюжинского, внук сенатора Антона Арцимовича.

## Биография
Из смоленской шляхты. Родился в селе Отрадное Смоленской губернии в семье общественного деятеля Владимира Фёдоровича Дерюжинского (окончил Московский университет, автор работ по праву, редактор издания «Журнал Министерства юстиции» с 1895 года и журнала «Трудовая помощь» с 1897 года) и его жены Софьи Антоновны, урождённой Арцимович.
Глеб Дерюжинский с самого детства лепил из подручного материала, на что обратила внимание его гувернантка. Он был отдан учиться в гимназию Гуревича, благодаря просьбам своей наставницы одновременно обучался в Рисовальной школе Общества поощрения художеств (1896—1901). Директором школы с 1906 года был Николай Рерих, который обратил внимание на талант юноши. Глеб был награждён медалью за работу «Две борзые», которую рекомендовали в музей школы, но отец отказался финансировать отливку скульптуры в бронзе. Заступничество Рериха привело к компромиссу: подчинившись семейной традиции, он поступил на юридический факультет Петербургского университета, но отец обещал позволить ему после окончания учёбы уехать учиться скульптуре во Францию. Во время учёбы в университете он продолжал учиться в Рисовальной школе у скульптора И. И. Андреолетти и в 1911 году получил серебряную медаль за композицию «Иоанн Грозный и Малюта Скуратов».
Через некоторое время после окончании университета, в 1911 году он уехал в Париж; обучался в Академии Коларосси (ученик Жана-Антуана Энжальбер) и Академии Жулиана, где на него обратил внимание Роден и пригласил Дерюжинского посетить свою студию. В 1913 году, вернувшись в Россию, он поступил в Высшее художественное училище при Императорской Академии художеств, где учился сначала — у Г. Р. Залемана, затем — у В. А. Беклемишева. Отец сознательно не выдавал Глебу денег на карманные расходы, финансируя только его проезд в училище и завтрак, поскольку он желал выяснить, насколько сын предан искусству.
В 1914 году он был освобождён от воинской повинности с диагнозом «сердечный невроз» и продолжал учёбу в Высшем художественном училище, принимая одновременно заказы на бюсты и статуэтки. В 1915—1916 годах участвует в академических выставках в России. Фото его бронзовой статуэтки «Графиня Сюзан де Робьен с борзой» была помещена в журнале «Мир искусства». Большой успех имели на выставках передвижников его работы: «Конная статуэтка», «Гермес, изобретающий кадуцей», «Поцелуй». В январе 1917 года участвует в выставке Общины художников. Первой работой в мраморе для него стал бюст покойной дочери графини Натальи Карловой, морганатической супруги герцога Георга Мекленбургского.
Летом 1917 года он вылепил с натуры и отлил в бронзе бюст князя Б. Б. Голицына; ему позировал ставший председателем Временного правительства А. Ф. Керенский; он создал портреты В. В. Беляшина, Н. Э. Радлова, С. С. Эскина, А. Н. Львовой. Переждать события октября 1917 года Дерюжинский решил, по приглашению Феликса Юсупова, в его крымском имении, в Кореизе, где он писал портрет Юсупова и его супруги Ирины, а также по просьбе Юсупова скрыл под новым слоем живописи две картины Рембрандта, которые владелец позднее смог вывезти за границу. Там же он участвовал в выставке «Искусство в Крыму». После того, как Ялта была захвачена Красной Армией, в юсуповском имении были все арестованы, включая скульптора, но благодаря заступничеству председателя Севастопольского Совета, Филиппа Задорожного, Дерюжинского освободили. Несмотря на планы покинуть в 1919 году вместе с Юсуповыми страну, он отправился в Херсонес на раскопки, где смог увидеть грот, в котором Агамемнон принёс в жертву Ифигению. После этого красноармейцы отрезали Севастополь от Кореиза.
Из Крыма ему пришлось бежать в Новороссийск, где тогда находилась добровольческая армия Деникина. В Новороссийске проводилась мобилизация, но Глеб Владимирович, как и в Первую мировую войну, по болезни сердца был освобождён от военной службы. В 1919 году его устроили гардемарином на судно «Владимир», шедшее в США с грузом руды. Во время плавания Дерюжинский стоял на вахте, но в свободное время лепил. По просьбе московского купца П. И. Морозова, плывшего тем же пароходом, он вылепил с газетной фотографии небольшой бюст генерала Корнилова. Благодаря тому, что Глеб на пропускном пункте упомянул своего брата, Бориса Дерюжинского, служившего в Копенгагене, в Русской миссии, США приняло его без проблем.

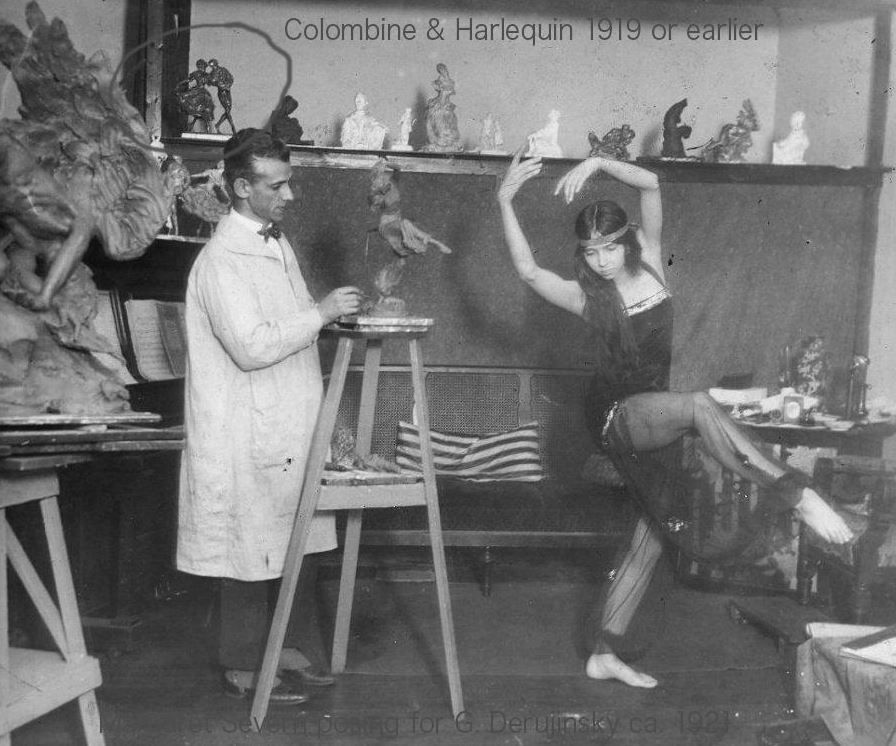
За работой с танцовщицей Северн, Маргарет, ок. 1921

В Америке продолжил работу скульптором, создавая портрет Теодора Рузвельта он познакомился с его личным биографом, предоставившим ему для работы фото- и киноматериалы, и получил возможность детально изучить посмертную маску президента. В 1920 году портрет был выставлен в одной из ведущих галерей Нью-Йорка и произвёл чрезвычайно сильное впечатление; члены семьи Рузвельта, его друзья и сотрудники были поражены тем, насколько удалось Дерюжинскому передать не только внешнее сходство, но и духовный облик президента. Он впоследствии подарил портрет Женской ассоциации памяти Рузвельта, позднее бюст выставляется в доме-музее президента.
В это время в США находится и Н. К. Рерих, с которым в эмиграции у скульптора была переписка. Он знакомит Дерюжинского с Рабиндранатом Тагором и скульптор создаёт его гипсовый портрет и бюст из необработанной древесины. Осенью 1921 года в Нью-Йорке, в «Галереях Милча», прошла первая его выставка в США. В 1926 году на Philadelphia Sesquicentennial Exhibition получает золотую медаль за скульптуру «Ева», вырезанную из красноватого твёрдого дерева Южной Америки коко-болла. В 1928 году выставляет работы в Лондоне, где выполнил портрет английского портретиста Дж. Лауэри, который был приобретен музеем Метрополитен. Выставляется у Wilderstein & Co, в 1925 году журнал об искусствоведении International Studio выпускает статью, посвящённую работам скульптора, в частности, уделяя особое внимание его произведениям из дерева.
В 30-е годы Дерюжинский преподавал в колледже Сары Лоренс, а также в собственной студии.
Являлся действительным членом Национальной академии дизайна (1953 год), был членом Национального общества скульптуры и Лиги архитекторов.

## Творчество

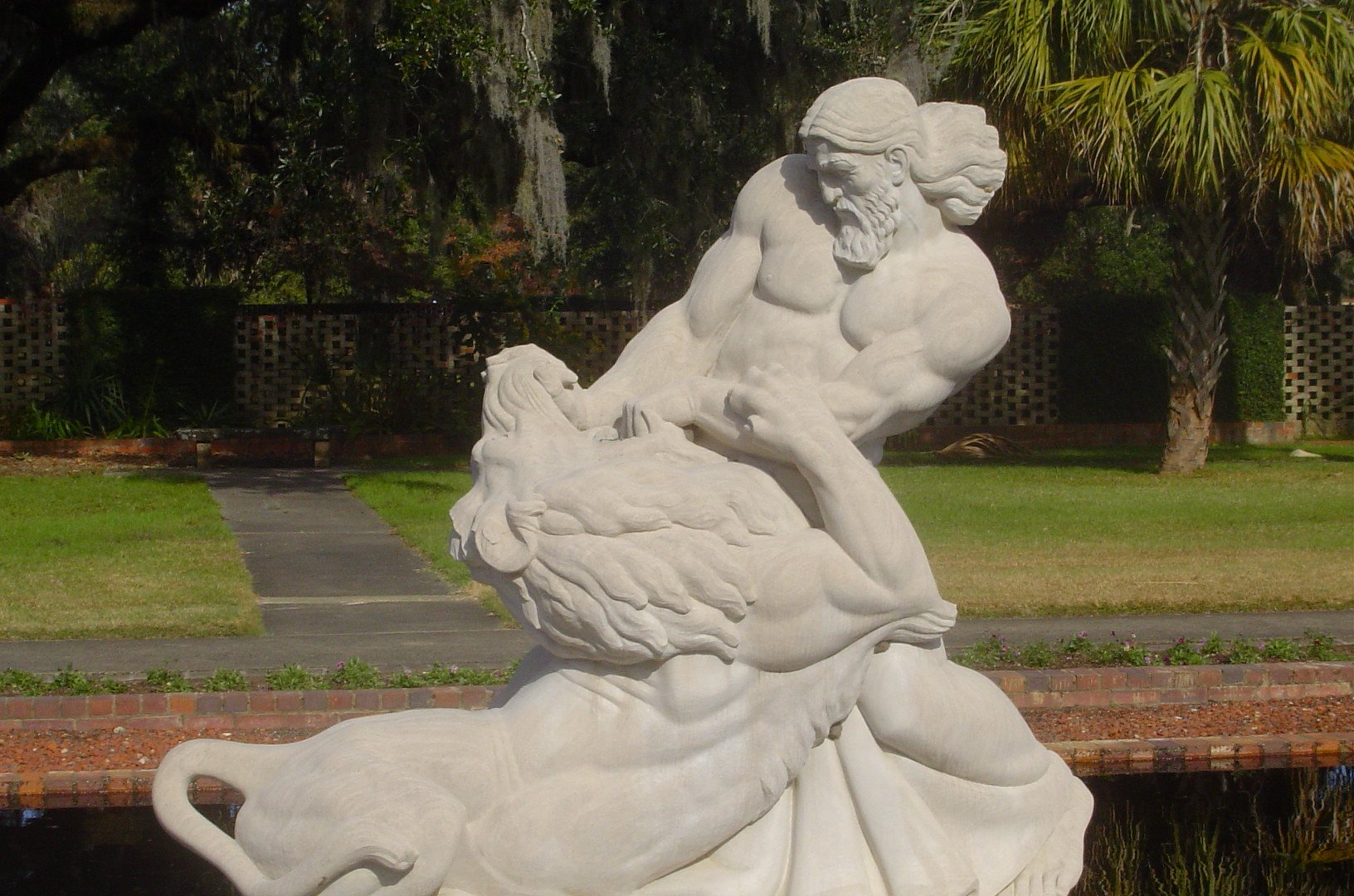
Самсон, борющийся со львом

Среди его работ скульптурные образы: Сергея Рахманинова, Сергея Прокофьева (1918), Александра Гречанинова, Александра Зилоти, Лилиан Гиш, леди Дианы Купер, Рабиндраната Тагора и Н. К. Рериха (1921), Э. Стивенсона, Джона Ф. Кеннеди, Хосе Р. Капабланки и многие другие.
Его группа «Похищение Европы» украшала Международную выставку в Нью-Йорке (1939).
В Брукгрин Гарден, в Южной Каролине, находятся три его монументальные скульптуры: «Самсон, борющийся со львом» (камень), «Экстаз» (бронза) и «Диана-охотница» (бронза), выполненные на заказ для музея, принадлежащего миллионеру Арчеру Хантигтону. В Соборе Непорочного зачатия в Вашингтоне стоят статуи: «Святой Игнатий Лойола», «Святой Купертино» и «Святой Бонавентуро», выше человеческого роста, выполненные в мраморе. В частной Капелле Кардинала Спелмана в Нью-Йорке скульптурная группа: «14 ступеней Крестного пути» (дерево), а в соборе в Сент-Луисе, Миссури — «Миссионер-проповедник Десмет, обращающий в христианство индейцев сиу». В Доме философии и теологии в Цинциннати находится его работа, 24 рельефа под названием «Крестный путь». В католической церкви Божией Матери Скоропомощницы в Бруклине — «Голгофа» (мрамор). «Мадонна и маленький Иисус» (дерево) — в иезуитской миссии в Мокаме, Индия. Скульптура «Святой Игнатий Лойола» (дерево) в Фордемском университете в Нью-Йорке. «Благовещение» (дерево) — в Музее города Сан-Диего, Калифорния.
Дерюжинский был одним из первых скульпторов в Америке, экспонировавшим работы в дереве. Степень его мастерства позволяла ему работать с любым материалом: дерево, мрамор. гранит, бронза, алюминий. Он говорил:
«Скульптура рождается в глине и умирает в гипсе, чтобы воскреснуть в материале… Для меня дерево всегда было наиболее пленительным материалом. Оно сохраняет трепет и тепло жизни и помогает воссоздать красоту человеческих форм и душу вещей».
Его патронессой некоторое время была миссис Дж. Г. Хаммонд, для которой он выполняет ряд работ: портреты её семьи, садовые скульптуры, а также «Солнечные часы», два глобуса, расположенные на мраморном постаменте с барельефом, изображавших в образе четырёх женщин четыре времени года. Для другого заказчика, Г. Л. Вайта, Дерюжинский создал другие «Солнечные часы», с классической колонной и двумя фигурами, символизирующими День и Ночь. В 1923 году создаёт скульптуру «Леда и лебедь», для которой позирует балерина Рут Пейдж.
В работах Дерюжинского сочетаются стиль классицизма, готики средневековья, есть элементы религиозной русской скульптуры. Персональные выставки проводились в нью-йоркских галереях: Knoedler (1928 год), Wildenstein (1933), Guild (1942). Награждён в 1928 году золотой медалью за скульптуру «Ева» на международной выставке в Филадельфии, в 1937 году золотой медалью на Парижской Всемирной выставке, в 1938 году был отмечен наградой Национ.альной академии дизайна, в 1957 и 1958 годах получил награды Американской профессиональной художественной лиги, в 1961 и 1964 году — награды Национального художественного клуба в Нью-Йорке. В 1969 году в Grand Central Palace прошла его последняя выставка. Две работы скульптора находятся в Москве — в Музее личных коллекций. В Екатеринбурге, в Объединённом музее писателей Урала находится портрет Анны Ахматовой и ещё два произведения скульптора — композиции на любовную тему, в стиле русского модерна начала XX века. Работы Дерюжинского можно увидеть в Музее современного искусства в Нью-Йорке, в Национальной портретной галерее Вашингтона, а также в музеях Толедо, Сан-Диего и Филадельфии.

## Семья
Семья художника революцией была разбросана по свету: мать с братом Борисом жила в Копенгагене; отец с сестрой — в России. Он оформил бумаги, позволяющие отцу и сестре приехать к нему, но Дерюжинский-старший умер от тифа, не доехав до Америки. В середине 1920-х годов он сам, с женой и сыном, посетил Данию, чтобы повидать мать и брата.
Обвенчался 30 апреля 1917 г. с поэтессой Палладой Богдановой-Бельской (урожд. Старынкевич) (1885—1968), одной из «звёзд» артистической жизни дореволюционного Петербурга, хозяйкой литературного салона. Брак закончился разводом в 1920 году. Утверждается, что спустя много лет Дерюжинский написал о ней роман, оставшийся неизданным. Также выполнил её скульптурный портрет.
Вторая жена — пианистка Александра Николаевна, скончалась в 1956 году; от брака с ней имел дочь Наталью и сына Глеба Дерюжинского (1925—2011) — известного фотографа моды, автогонщика и пилота.
Третья жена (с 25 августа 1956 года) — поэтесса Наталья Семёновна Резникова (1911—1995).

## Публикации
- Ответ скульптора Г. Дерюжинского [И. В. Романову] // Новое русское слово. — Нью-Йорк, 1943. — 29 июня (№ 11085). — С. 4 (Письма в редакцию).
- В Академии Художеств (Из воспоминаний) // Новый журнал. — Нью-Йорк, 1946. — № 13. — С. 281—293.
- Новый перевод «Слова о Полку Игореве» [Г. В. Голохвастова] // Новое русское слово. — Нью-Йорк, 1951. — 10 июня (№ 14290). — С. 4.
- Памяти Гречанинова // Новое русское слово. — Нью-Йорк, 1956. — 11 января (№ 15537). — С. 2.
- Скульптор Иван Местрович // Новое русское слово. — Нью-Йорк, 1962. — 17 февраля (№ 17876). — С. 3.
- Воспоминания о Петербурге // Новый журнал. — Нью-Йорк, 1989. — № 176. — С. 191—214.
- В Крыму // Новый журнал. — Нью-Йорк, 1990. — № 179. — С. 239—254.